# 파트리크 도르구
파트리크 치나잭페레 도르구 (Patrick Chinazaekpere Dorgu, 2004년 10월 26일 ~ )는 덴마크의 축구 선수이며, 맨체스터 유나이티드에서 레프트백으로 뛰고 있다.